# Bailleul (Nord)
Bailleul é uma comuna francesa na região administrativa de Altos da França, no departamento do Norte. Estende-se por uma área de 43.42 km². Em 2010 a comuna tinha 15 269 habitantes (densidade: 351,7 hab./km²).